# Brandung der Leidenschaft
Das mexikanische Liebesdrama Brandung der Leidenschaft (Originaltitel: La red), auch als Das Netz oder Begierde und Leidenschaft aufgeführt, entstand im Jahr 1953 und erzählt von einer Dreiecksgeschichte. Regisseur Emilio Fernández setzt Dialoge sehr sparsam ein, in ganzen Sequenzen wird kein Wort gesprochen. Der sexuellen Begierde seiner Protagonisten verleiht er durch Landschaft und Körper Ausdruck, zum Beispiel mit einer Welle, die mit Gewalt in die Einbuchtung eines Felsens eindringt, dargestellt in expressionistischen, kontraststarken Bildern. Das Werk war Wettbewerbsbeitrag an den Filmfestspielen von Cannes 1953 und wegen seiner Erotik eine Sensation. Gelegentlich wird beanstandet, der Film trage seine Symbolik zu dick auf, er habe dafür eine „ausgezeichnete Fotografie und ausdrucksstarke Musik“. Über ein Vierteljahrhundert später verfilmte Fernández den Stoff noch einmal, diesmal als Erótica (1979) in Fabre.

## Handlung
Antonio und José-Luis rauben in einem Hafengebäude einen Tresor aus. Beim Schusswechsel mit anrückenden Polizisten bleibt José-Luis liegen, während Antonio sich an einen paradiesischen Flecken am Meer absetzen kann. Er taucht nach Schwämmen, die sein Liebchen Rossana in einem Städtchen verkaufen kann, das einen Fußmarsch entfernt gelegen ist. Mit dem Erlös besorgt sie das Lebensnotwendige. Eines Tages taucht der geflohene José-Luis auf, dem Antonio den Ort seines Verstecks bezeichnet hat. Rossana lehnt es ab, José-Luis im gemeinsamen Haushalt aufzunehmen, weil sie einst ein Liebesverhältnis mit ihm hatte. Für Antonio ist es jedoch eine Selbstverständlichkeit, seinem Freund auszuhelfen, und er überlässt ihm eine Hängematte.
Rosanna packt in der Nacht ihre Siebensachen zu einem Bündel und will sich aus der Hütte schleichen. José-Luis bemerkt dies, fordert sie zum Bleiben auf und verlässt den Ort selbst. Im Städtchen begibt er sich in eine Kneipe, wo bald ein Polizist auftaucht. Bei einem Schusswechsel tötet José-Luis zwei Beamte und wird verletzt. Die wenigen Zeugen verabscheuen die Polizei, schaffen die Leichen der Polizisten beiseite und tragen den Verletzten zur Hütte von Rossana und Antonio. José-Luis gesundet rasch, bald tauchen die beiden Männer gemeinsam nach Schwämmen. Als Antonio seine Lebensgefährtin rüde herumbefiehlt, morgens betrunken ist und ihr bei der Arbeit nicht beisteht, fühlt sich Rossana zum jüngeren José-Luis hingezogen. Dieser schenkt ihren Reizen immer mehr Aufmerksamkeit, zögert aber, seinen Freund zu hintergehen. Auf die Dauer kann er ihr aber nicht widerstehen und folgt ihr eines Nachts ans Wasser, wo sie ihn zum Baden einlädt. Antonio ist ihnen nachgelaufen und stellt sie. Nachdem er José-Luis im Faustkampf unterlegen ist, stiehlt er im Städtchen ein Präzisionsgewehr. Das bringt die Polizei rasch auf seine Spur. Rossana und José-Luis nehmen die Flucht auf, bei der Antonio sie von Weitem sichtet und Rossana mit einem gezielten Schuss tötet. Daraufhin wird er von Polizeikugeln niedergestreckt, und José-Luis trägt seine tote Geliebte dem Meer entgegen.

## Kritik
„Weitgehend ohne Dialoge inszenierte Dreiecksgeschichte aus Mexiko, deren ausgezeichnete Fotografie und ausdrucksstarke Filmmusik die zuweilen übertriebene Symbolik aufwiegen.“